# Beniamin Kogan
Beniamin Kogan (în rusă Беньямин Коган; n. 1915, Telenești, gubernia Basarabia, Imperiul Rus – , Israel) a fost un evreu basarabean, profesor, autor de manuale și rabin moldovean.

## Biografie
S-a născut în târgul Telenești (acum oraș și centru raional din Republica Moldova) din ținutul Orhei, gubernia Basarabia (Imperiului Rus). 
A absolvit Facultatea de Drept a Universității din Iași (1939). A predat ulterior, la școlile evreiești, apoi românești din Telenești. 
A fost autor al mai multor manuale, antologii și lucrări metodologice despre literatura moldovenească pentru școlile gimnaziale moldovenești. Astfel, în 1966, la Chișinău, a fost publicată ediția a VI-a a manualului său Литература молдовеняскэ („Literatura moldovenească”) pentru clasa a VII-a, în 1972, ediția a IX-a a manualului Литература молдовеняскэ („Literatura moldovenească”) pentru clasa a VI-a, la fel, ediția a IX-a a antologiei sale de lectură Крестоматие де читире литерарэ („Crestomație de citire literară) pentru clasa a VI-a, a publicat la fel și un manual pentru profesorii de „limba moldovenească”, numit Развлечение плюс обучение („Distracție plus cunoștințe”, Chișinău: Lumina, 1970).
A fost, de asemenea, rabin în sinagoga din Telenești, reușind păstrarea acesteia în localitate. La sfârșitul anilor 1980 a emigrat în Israel.
Portretul lui Beniamin Kogan, a fost realizat în cartea „Flori de dor pentru Șalom” a scriitorului moldovean Boris Druță, descriindu-l pe primul drept „un legendar cercetător al limbii și literaturii române”..